# Sonnschienalm
Die Sonnschienalm ist eine Alm in der Hochschwabgruppe im österreichischen Bundesland Steiermark. Sie ist die größte Alm im Hochschwabgebiet und mit der Sonnschienhütte ein beliebtes Wanderziel. Geologisch hat sie als Typlokalität für die Sonnschien-Formation (ein Kalkgestein) Bedeutung.

## Naturraum
Die Sonnschienalm befindet sich auf einer welligen Hochfläche, die sich im Südwesten der Hochschwabgruppe über rund 10 Kilometer zwischen den Ausläufern der Seeau im Westen und des Ilgener Tals im Osten erstreckt. Im Norden wird die Hochfläche im Bereich der Sonnschienalm von den Steilwänden des Ebenstein und des Vorderen Polsters begrenzt, im Süden von steilen Abbrüchen zu den Gräben der Jassing und der sogenannten „Klamm.“ Bei Höhenlagen zwischen 1400 und 1800 m ü. A. weist die Hochfläche subalpine bis alpine Vegetation auf. Aufgrund der rasch variierenden Standortbedingungen im unruhigen, durch Karst geprägten Relief kommt es zu einem ständigen Wechsel von kleinflächigen Vegetationseinheiten aus subalpinen Nadelwäldern, Legföhrenbeständen, natürlichem Rasen, anthropogenen Almweiden sowie quasi bewuchslosen Fels- und Schuttformationen.
Wie in der Hochschwabgruppe üblich ist auch das Plateau der Sonnschienalm aus Riffkalken, insbesondere dem Wettersteinkalk bzw. -dolomit, aufgebaut. Die hohe Wasserlöslichkeit des Gesteins führt zu der genannten Verkarstung und einer vorherrschend unterirdischer Entwässerung. Abgesehen von den genannten Kalken ist die Sonnschienalm Typlokalität für die Sonnschien-Formation. Dabei handelt es sich um einen bunten (weiß-hellgrau bis gelblichgrau, teilweise intensiv rosa), mikritischen, pelagischen Kalk in einer Mächtigkeit von bis zu 40 Metern. Er wird als „Debris flow“-Sediment eingestuft, d. h. er ist das Resultat untermeerischer Schuttströme. Aufgrund des stratigraphischen Kontextes wird eine Ablagerung der Sedimente im Grenzbereich zwischen Illyrium und Fassanium (Mitteltrias, vor etwa 242 Millionen Jahren) angenommen.

## Die Alm

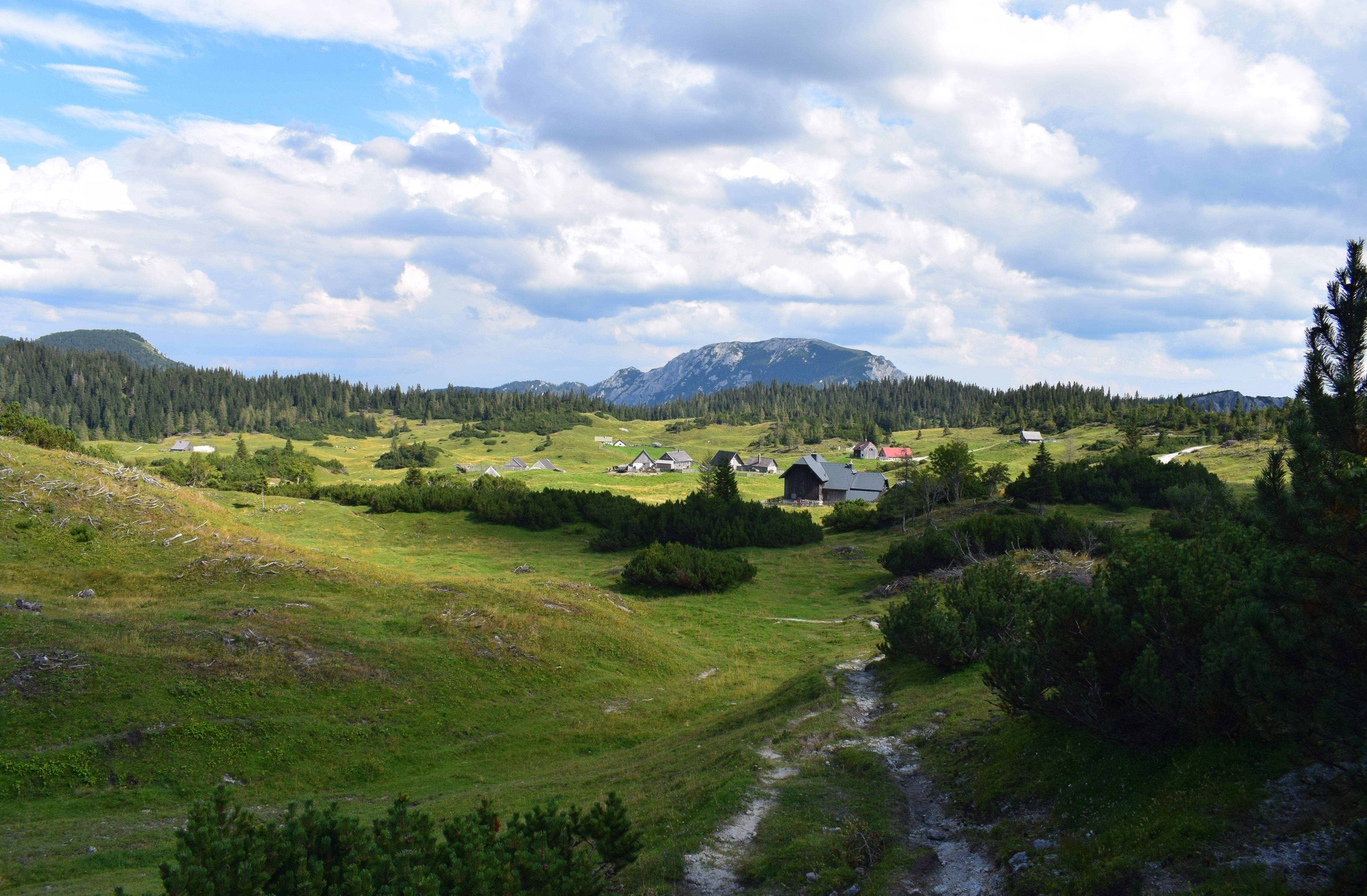
Blick von Nordwesten über die Sonnschienalm

Die Sonnschienalm ist die größte Alm im Hochschwabgebiet, ihre Katasterfläche (inklusive für Weidewirtschaft ungenutzter bzw. unnutzbarer Flächen) beträgt 557 Hektar. Der Anteil der tatsächlichen Weidefläche ging im Lauf des 20. Jahrhunderts deutlich zurück: 1930 wurden 443 Hektar Weidefläche ermittelt, 1951/52 noch 400 Hektar, 2006 nur noch 178,58 Hektar Futterfläche. Teilweise ist der Rückgang aber auch durch neue Kriterien der Flächenermittlung bedingt, doch auch der Stand an Personal, Vieh und Gebäuden zeigt den Strukturwandel: 1792 waren auf der Sonnschienalm 26 Personen beschäftigt und als 1803 Erzherzog Johann als erster Tourist die Alm besuchte, berichtete in seinem Tagebuch von 22 Schwaighütten (i. S. v. Sennhütten), die im Vergleich zu Almhütten auf den benachbarten Almen größer und schöner waren. 1930 waren noch zehn Almleute in zehn Almgebäuden tätig, die 65 Kühe und 34 Schweine hirteten. Heute befinden sich am Almboden noch fünf landwirtschaftlich betriebene Almgebäude. Die Sonnschienalm ist die einzige Alm im westlichen Hochschwabgebiet, auf der noch Milchkühe gealpt und auch gemolken werden. Neben den landwirtschaftlichen Gebäuden befinden sich auf der Alm zwei Ferienhütten, ein Jagdhaus, eine Kapelle und die fast ganzjährig geöffnete Sonnschienhütte des Österreichischen Alpenvereins.

### Etymologie
Der Namensbestandteil „-schien“ lässt sich nicht als Variante von „Schein“ (i. S. v. Sonnenschein) erklären. Aus der Mitte des 18. Jahrhunderts ist hingegen der Name Sonnschürm überliefert, der auf Unterstände („Sonnenschutz“) des Viehs hinweist. Die Schreibweise „-schien“ dürfte ein Versuch sein, das dialektale A-Schwa („Schirm“ gesprochen als „Schiam“) im Schriftbild wiederzugeben.